# Onobrychis tavernieraefolia
Onobrychis tavernieraefolia är en ärtväxtart som beskrevs av Pierre Edmond Boissier. Onobrychis tavernieraefolia ingår i släktet esparsetter, och familjen ärtväxter. Inga underarter finns listade i Catalogue of Life.